# Podoribates rectus
Podoribates rectus är en kvalsterart som beskrevs av Berlese 1916. Podoribates rectus ingår i släktet Podoribates och familjen Mochlozetidae. Inga underarter finns listade i Catalogue of Life.